# Emany Mata Likambe
Emany Mata Likambe (ur. 10 września 1933) – kongijski dyplomata, były ambasador Zairu w Polsce. Jego historia nabrała międzynarodowego rozgłosu w roku 1994, kiedy okazało się, że z powodu nieotrzymywania pieniędzy od rządu Zairu stał się bezdomny i zmuszony był zamieszkiwać na ulicach Warszawy.

## Edukacja
Likambe uzyskał licencjat z zakresu zarządzania biznesem w kolegium św. Józefa w Brukseli. W 1975 roku Likambe władał językami lingala, suahili, francuskim i angielskim.

## Kariera
W latach 1961–1962 pracował w Ministerstwie Spraw Zagranicznych Zairu. W 1963 roku został dyrektorem europejskiego biura Zairskiej Agencji Prasowej w Belgii. W 1973 roku został radcą w Stałym Przedstawicielstwie Republiki Zairu przy Narodach Zjednoczonych w Nowym Jorku.
W latach osiemdziesiątych XX wieku Likambe był radcą Ambasady Zairu w Związku Radzieckim, aż do roku 1987, kiedy wraz z dwoma pracownikami technicznymi został wydalony w odwecie za wydalenie za szpiegostwo trzech radzieckich dyplomatów przez Zair.

## Praca w Polsce
Likambe został ambasadorem Zairu w Polsce w 1992 roku, w okresie wielkiego kryzysu gospodarczego we własnym kraju. Związane z tym niedostatki w finansowaniu dyplomacji spowodowały, że na początku roku 1994 Likambie skończyły się środki i został eksmitowany ze swojego mieszkania. Ambasada Zairu przestała opłacać czynsz, w związku z czym Likambe zmuszony był do nocowania w hotelach na kredyt, jednak nie udawało mu się regulować tych długów. W końcu, sprzedawszy swój samochód i rzeczy osobiste, stał się bezdomnym i zamieszkiwał na warszawskim dworcu Warszawa Centralna. Polskie służby dyplomatyczne nie zorientowały się w sytuacji aż do listopada 1994, kiedy zgłosił policji, że został okradziony na dworcu, gdzie, jak się okazało, spał.
Nadal posiadał immunitet i status dyplomaty oraz korzystał z zaproszeń innych ambasad. Na przyjęcia w placówkach innych krajów, gdzie dożywiał się i korzystał z telefonu zawsze przychodził ogolony, w czystej koszuli i pod krawatem.
Jan Karczewski, rzecznik polskiego Ministerstwa Spraw Zagranicznych powiedział: „Zapraszaliśmy go na wszystkie oficjalne przyjęcia, żeby miał okazję zjeść”.
Kłopoty dyplomaty zostały nagłośniowe przez światowe media. Ambasada Bułgarii zorganizowała mieszkanie dla bezdomnego kolegi. W 1994 r. Likambe został zastąpiony na stanowisku oraz otrzymał zaległe wynagrodzenie. Prawdopodobnie wyjechał potem z Polski.